# 3051 Nantong
3051 Nantong eller 1974YP är en asteroid i huvudbältet som upptäcktes den 19 december 1974 av Purple Mountain-observatoriet i Nanjing, Kina. Den är uppkallad efter den kinesiska staden Nantong.
Asteroiden har en diameter på ungefär 15 kilometer.